# Каміні Каушал
Каміни Каушал (англ. Kamini Kaushal гінді कामिनी कौशल справжнє ім'я — Ума Суд, англ. Uma Sood нар. 16 січня 1927 року, Лахор, Британська Індія) — індійська кіноактриса і продюсерка дитячих телешоу. Її дебютний фільм отримав Гран-прі на фестивалі в Каннах . Нагороджена Filmfare Award за найкращу жіночу роль в 1955 і за довічні досягнення в 2015 році, а також Excellence Award імені Калпана Чавла в 2013 за видатну кар'єру в кіно .

## Життєпис
Каміні Каушані (уроджена Ума Кашьяп) з'явилася на світ 16 січня 1927 року в Лахорі. Вона була молодшою своїх двох братів і трьох сестер. Її батько Шив Рам Кашьяп був ботаніком, який відкрив шість видів рослин, і одним із засновників Індійського ботанічного товариства. Він помер в 1934 році, коли Каміні Каушані було сім років .
У дитинстві вона працювала виконавицею на Всеіндійському радіо. Каушані отримала ступінь бакалавра з відзнакою за спеціальністю «англійська мова та література» в Kinnaird College.
Незабаром після того, як Каушані закінчила коледж, в автомобільній аварії загинула її старша сестра Уша, залишивши двох дочок, Кумкум і Кавіту, двох і трьох річного віку. Каміні взяла на себе турботу про племінниць, вийшовши заміж за свого зятя Б. С. Суда, службовця Bombay Port Trust. Згодом вона народила чоловікові трьох синів: Рахула, Шравана і Відура.
Почувши її голос на радіо, Четан Ананд запропонував їй роль у своєму дебютному фільмі «Місто в долині». Оскільки він був другом її брата, її рідні не заперечували. Через те, що у фільмі вже знімалася дружина режисера Ума Ананд, він порадив майбутній актрисі взяти псевдонім. Так вона стала Каміні Каушані. «Місто в долині» провалився в прокаті, але став єдиним індійським фільмом, який отримав визнання на Каннському кінофестивалі, вигравши Золоту пальмову гілку в 1946 році.
Після цього Каушані хотіла залишити кіно і присвятити себе вихованню дітей, але пропозиції нових ролей не переставали надходити. У підсумку вона дала згоду режисерові Гаджанан Джагірдару і знялася у фільмі «Тюремне ув'язнення» разом з Раджем Капуром. На початку своєї кар'єри вона працювала з усіма трьома акторами, що стали головними зірками наступного десятиліття: Раджем Капуром, Діліпом Кумаром та Девом Анандом.
У 1954 році вона виконала головну роль у фільмі Біма Роя «Бірадж Баху» за романом бенгальського письменника Шарата Чандри Чаттерджі. Для кращого розуміння ролі вона прочитала книгу кілька разів. Картина завоювала сертифікат Національної кінопремії Індії за найкращий фільм і принесла актрисі Filmfare Award за найкращу жіночу роль .
Після 1959 року в її кар'єрі почалася перерва, після якої вона перейшла на характерні ролі. Манодж Кумар попросив її зіграти його матір у фільмі «Шахід» 1965 року народження, хоча їй ще не було сорока, і вона погодилася після довгих умовлянь. Надалі вона грала його матір у фільмах Upkaar (1967), «Шум» та «Хліб насущний». У 1984 році вона виконала невелику роль тітоньки Шаліні в британському серіалі «Коштовність у короні».
Крім акторської діяльності, Каміні Каушані пише вірші та оповідання для дітей. Деякі з них були опубліковані в популярному індійському дитячому журналі Parag. В даний час вона також займається виробництвом телевізійних шоу для дітей на каналі Doordarshan. Її перший досвід як продюсера — серіал Chand Sitare. У 1986 році вона поставила анімаційний фільм Meri Pari.
Каміні Каушані продовжує зніматися в кіно і нині, перейшовши від ролей матерів до ролей бабусь. Серед її останніх фільмів — " Кожне любляче серце " (2000), " Самозванка " (2003), «Падший ангел» [en] (2007) і " Ченнайський експрес " (2013).

## Часткова фільмографія
- 1946 — Місто в долині / Neecha Nagar — Рупа
- 1947 — Тюремне ув'язнення / Jail Yatra
- 1954 — Бірадж Баху / Biraj Bahu — Бірадж Чакраварті
- 1965 — Шахід / Shaheed — місіс Кіша Сингх
- 1967 — Upkar — Радха
- 1969 — У сум'ятті / Do Raaste — Мадхві Гупта
- 1969 — Випробування дружби / Aadmi Aur Insaan — місіс Кханна
- 1970 — Хір та Ранджа / Heer Raanjha
- 1972 — Шум / Shor — мати Шанкара
- 1974 — Хліб насущний / Roti Kapda Aur Makaan — мати Бхарат
- 1974 — Місто кохання / Prem Nagar — Рамі Маа
- 1975 — Відлюдник / Sanyasi — мати Чампі
- 1993 — Збилися зі шляху / Gumrah — мати Шардена
- 2000 — Кожне любляче серце / Har Dil Jo Pyar Karega — бабуся
- 2003 — Самозванка / Chori Chori — бабуся
- 2007 — Грішний ангел / Laaga Chunari Mein Daag — місіс Верма
- 2013 — Ченнайський експрес / Chennai Express — бабуся Рахула